# ألبا (مسلسل تلفزيوني)
ألبا (بالإسبانية: Alba)‏ هو مسلسل تلفزيوني درامي إسباني من إنتاج أتريسميديا و بوميرانج تي في، وهو اقتباس من المسلسل التركي ما ذنب فاطمة جول؟. تم عرضه لأول مرة على منصة أتريس بلاير بريميوم في 28 مارس 2021.

## الحبكة
تجري أحداث المسلسل في مارينا بايكسا. ألبا، طالبة في جامعة مدريد، على علاقة هناك مع برونو، شاب من مسقط رأسها. ذات ليلة، بعد عودتها إلى مسقط رأسها لقضاء الإجازة، كانت ضحية اغتصاب جماعي واستيقظت على الشاطئ في الصباح دون أن تتذكر الحدث. سرعان ما علمت ألبا أن الجناة الثلاثة هم أفضل أصدقاء برونو، وأن برونو كان أيضًا في مسرح الجريمة أثناء الجريمة. سعياً لتحقيق العدالة، يجب على ألبا وبرونو مقاومة الضغوط والتهديدات من عائلة إنتريريوسالغنية والقوية.

## طاقم التمثيل
- إيلينا ريفيرا بدور ألبا.
- إريك ماسيب بدور برونو كوستا.
- ألفارو ريكو بدور جاكوبو إنتريريوس.
- أدريانا أوزوريس بدور مرسيدس انتريوس.
- تيتو فالفيردي في دور فيكتور إنتريوس.
- انا واغنر.
- جيسون فرنانديز في دور هوغو رويج.
- بياتريس سيجورا في دور كلارا.